# زرو برانکو
زرو برانکو (به ایتالیایی: Zero Branco) یک کومونه در ایتالیا است که در استان ترویزو واقع شده‌است.

## خصوصیات
زرو برانکو ۲۶٫۱ کیلومترمربع مساحت و ۱۰٬۸۹۸ نفر جمعیت دارد و ۷ متر بالاتر از سطح دریا واقع شده‌است.